# Tan Jianci
Tan Jianci (nacido el 5 de octubre de 1990 en Beihai, Guangxi), conocido también por su nombre artístico como Kenji y JC-T. Es un cantante y actor chino. Integrante de la banda juvenil MIC.

## Biografía
Jianci nació en Beihai, Guangxi, el 5 de octubre de 1990. 
Desde 1997 a 2002 inició sus estudios de primaria y tercero en Beihai, en 2003 se matriculó en la Escuela Superior de la Academia de Danza en Pekín, donde aprendió baile de salón. 
En 2006, participó en dos torneos, en el Campeonato Nacional de Baile Deportivo Profesional llamada América moderna (donde terminó en 5 º lugar) y el World Grand Prix Final en Shanghái - IDSF (4 º lugar). 
En 2007, egresó a la Universidad Deportiva de Pekín en un Departamento de Arte, en agosto comenzó a participar en el cine Zhang Yibai (秘 岸). 
En 2009, ingresa a la banda M.I.C. miembro, en la que participó junto a sus compañeros en el evento de Migu Star Academy (咪 咕 明星 学院), en la cadena televisiva de Dragon TV Después de seis meses de la competencia en Migu (el 26 de marzo de 2010), MIC ganó la final del Star Academy.

## Carrera
En marzo de 2018 se unió al elenco recurrente de la serie Secret of the Three Kingdoms donde interpretó a Cao Pi, el hijo de Cao Cao (Tse Kwan-ho).
En 2020 se unirá al elenco de la serie Ode to Daughter of Great Tang (大唐女儿行) donde dará vida al Príncipe Li Ke, el 3.º hijo del Emperador.

## Filmografía

### Series de televisión
| Año             | Título                               | Personaje                 | Notas |
| --------------- | ------------------------------------ | ------------------------- | ----- |
| TBA             | Nan Lai Bei Wang                     |                           |       |
| TBA             | Winner is King                       |                           |       |
| 2025            | Filter                               | Tang Qi                   |       |
| 2024            | Under The Skin S2                    | Shen Yi                   |       |
| 2023            | Love Me, Love My Voice / Missing You | Mo Qingcheng              |       |
| 2023            | Lost You Forever                     | Xiang Liu / Fang Feng Bei |       |
| 2022            | Are You Safe                         |                           |       |
| 2022            | Under The Skin                       | Shen Yi                   |       |
| 2021            | Everybody in the House               |                           |       |
| 2021            | Court Lady                           |                           |       |
| 2020            | Twisted Fate of Love                 | -                         |       |
| 2020            | The Centimeter of Love               | Guan Zhen Lei             |       |
| 2020 - presente | Ode to Daughter of Great Tang        | Príncipe Li Ke            |       |
| 2020            | Winter Begonia                       |                           |       |
| 2020            | Wu Xin: The Monster Killer 3         |                           |       |
| 2019            | Over the Sea I Come to You           |                           |       |
| 2018            | Never Gone                           |                           |       |
| 2018            | Secret of the Three Kingdoms         | Cao Pi                    |       |
| 2017            | Growling Tiger, Roaring Dragon       |                           |       |
| 2017            | The Advisors Alliance                |                           |       |
| 2015            | Untouchable                          |                           | Ep. 9 |

### Películas
| Año  | Título           | Personaje  | Notas                                                                                          |
| ---- | ---------------- | ---------- | ---------------------------------------------------------------------------------------------- |
| 2023 | I Miss You       | Bai Xiaoyu | junto a Zhang Jingyi                                                                           |
| 2019 | Adoring          | Luo Hua    | junto a Leo Wu, Zhang Zifeng, Wallace Chung, Yang Zishan, William Chan, Zhong Chuxi y Li Landi |
| 2016 | Scary Notes      |            |                                                                                                |
| 2007 | Lost Zhang Yibai |            |                                                                                                |

### Apariciones en programas
| Año  | Programa                     | Notas                  |
| ---- | ---------------------------- | ---------------------- |
| 2020 | Happy Camp (快樂大本營)      | invitada               |
| 2019 | Actor Please Take Your Place |                        |
| 2018 | I am the Actor               | 3 episodios - invitado |

## Discografía

### Canciones con MIC

#### Sencillos
1.	要命的烦恼 (Yàomìng de fánnǎo)

2.	Lollipop (ft. f(x))

3.	Beyond the Game (Chinese version)
 
4.	Poker Face (Lady Gaga cover)

5.	2011(ft. Tangxiao) (Chinese version)

#### EP
1.	Rock Star

2.	要命的烦恼 (pinyin: Yàomìng de fánnǎo)

3.	这次真的是你不对(It is your fault this time, pinyin: Zhè cì zhēn de shì nǐ bùduì)

4.	漫游记(Roaming Travel, pinyin: Màn yóujì)

5.	第几幕的爱(Scenes of love, pinyin: Dì jǐ mù de ài)

#### MV
1.	Lollipop (ft. f(x)
 
2.	Rock Star